# Stefan Arczyński

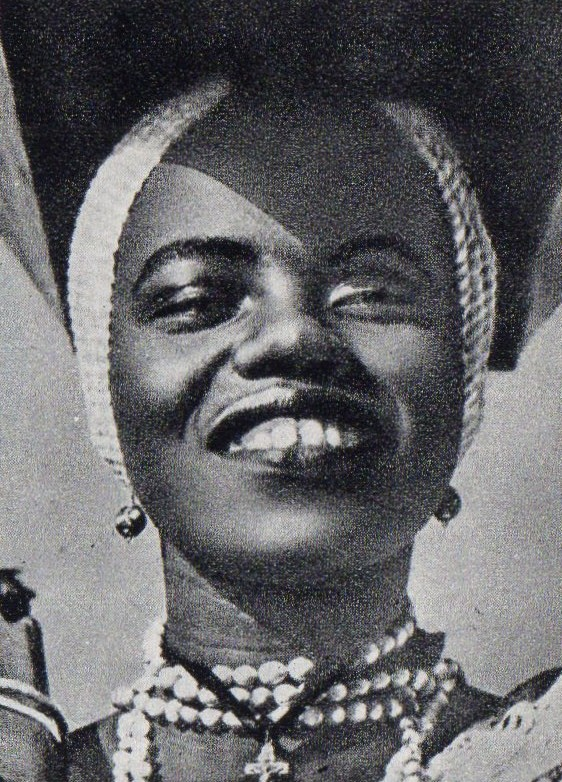
Brazilka, 1963

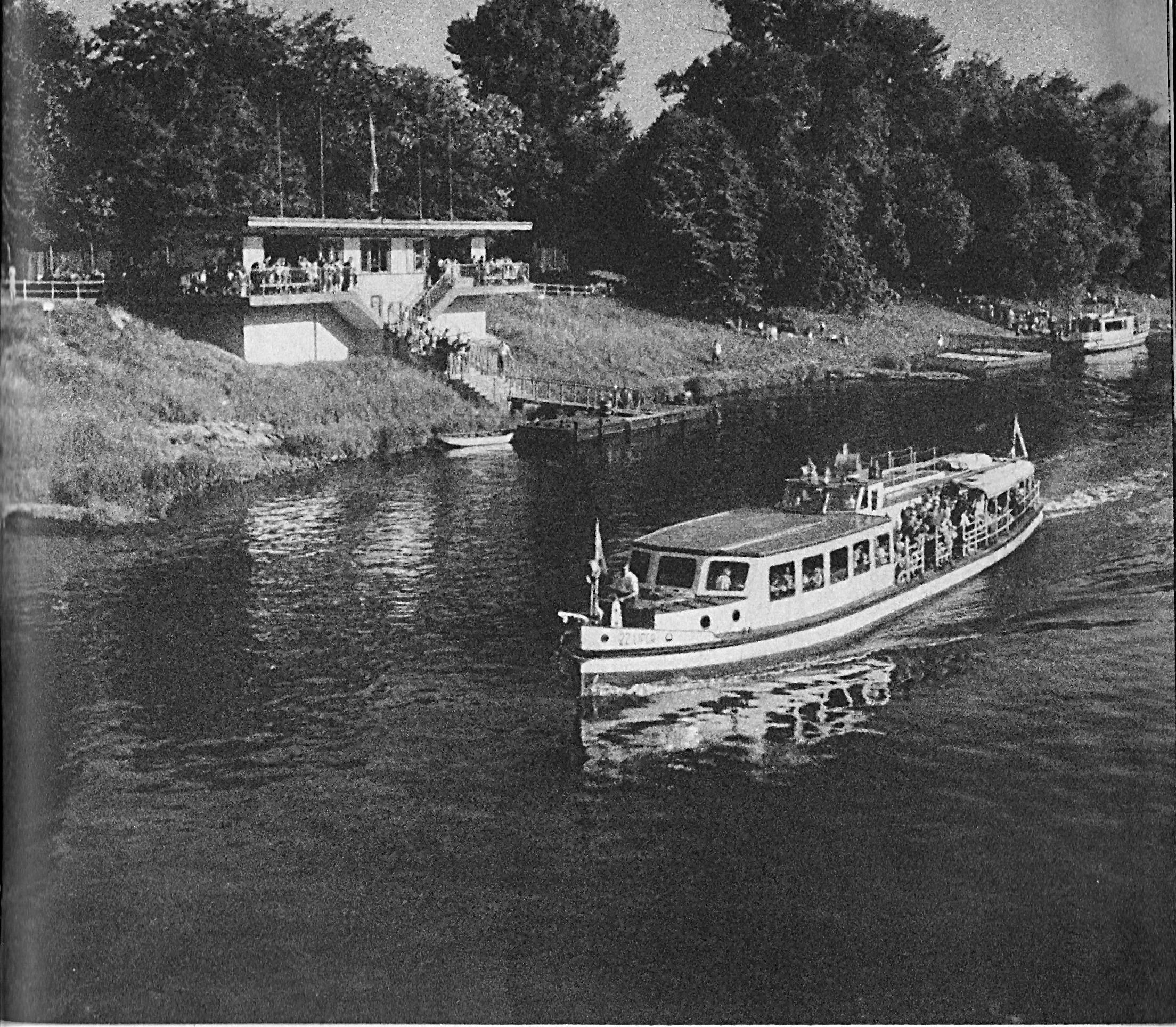
Přístav Szytnica ve Vratislavi, asi 1968

Stefan Arczyński (31. července 1916 Essen – 28. srpna 2022 Vratislav) byl polský fotograf.

## Životopis
Narodil se v Německu v rodině imigrantů z Velkopolska, jako syn Wiktora , státního úředníka, aktivisty Svazu Poláků v Německu a Heleny roz. Adamské (zemřela r. 1918).
O fotografii se začal zajímat v mládí, zejména o sportovní fotografii. Od roku 1934 se této profesi vyučil a poté začal pracovat v komerčním fotografickém obchodě v Essenu. Fotografoval na Letních olympijských hrách 1936 v Berlíně. V roce 1937 pracoval v Mönchengladbachu - společnosti, pro kterou dělal sportovní a divadelní fotografii.
Po vypuknutí 2. světové války byl povolán k Luftwaffe a poslán do Francie; tam se zabýval rozvojem letecké fotografie. Později převelen k pěchotě, byl poslán na východní frontu na Ukrajinu. Také tam se nerozešel s fotoaparátem a fotografoval za války se SSSR. Zraněný u Stalingradu byl převezen do sovětské polní nemocnice a zajat v Lotyšsku. Otcova aktivita ve Svazu Poláků v Německu pomohla jeho propuštění.
V roce 1946 po cestě přes polský tranzitní tábor získal polské občanství, nejprve odešel do Lubawky v Dolním Slezsku a poté se usadil v Kamienné Góre, kde od roku 1948 provozoval fotografický obchod. V roce 1950 se přestěhoval do Vratislavi, kde na ul. Łokietka otevřel fotografický servis. V roce 1952 se seznámil s Lidií Cichockou, baletkou vratislavské opery; o dva roky později se s ní oženil.
Vyučoval fotografii ve Wroclawské fotografické společnosti a v roce 1951 se stal členem ZPAF. Publikoval mimo jiné své fotografie dokumentující rekonstrukci Vratislavi a Dolního Slezska v nakladatelství Ossolineum.
Fotografoval pro obálky časopisů a pohlednice; fotografoval také umění - balet a divadlo. Řadu let spolupracoval s režisérem Henrykem Tomaszewskim, četné jsou i portréty, především manželky Lidie. Hodně cestoval po světě, kromě fotografií z různých regionů Polska má i snímky z mnoha evropských zemí a mimo jiné z Číny, Indie, Afriky a USA.

## Výstavy
Samostatné výstavy (výběr)
- Varšavský festival - Varšava; Wroclaw; Katovice; Švédsko – Vratislav (1956)
- Moskva-Leningrad - Vratislav; Čínské střechy – Vratislav (1959)
- Itálie – Vratislav; Chicago, USA (1958–1960)
- Polsko - Chicago, USA; Retrospektivní výstava - Los Angeles, USA (1960)
- Mrtvé stromy - Vratislav (1961)
- Stromy - Vratislav; Lidé - Vratislav (1962)
- Takhle jsem viděl Ameriku - Vratislav (1963)
- Stromy a lidé - Galerie Kordegarda, Varšava (1964)
- Stromy - Wroclaw (1971)
- Fotografie - Freital, východní Německo (1972)
- Dolní Slezsko - Drážďany, východní Německo (1973)
- Děti na fotografiích Stefana Arczyńského - Muzeum města Vratislav (2004)
- Stefan Arczyński, fotografie z let 1940–1996 - Sokołowsko (2004)
- Vratislav děkuje stoletým - Vratislav (2008)
- Ulice světa - Muzeum města Vratislav (2010)
- Evropa ve fotografiích Stefana Arczyńského - Muzeum města Vratislav (2011)
- Snímky z doby před půl stoletím - Galerie "Wydawnictwo", Vratislav 2012
- 100 ze 100 – Městské muzeum, Vratislav (2016)[8]
- Arczyński # 100. Fotografie Vratislavi - Muzeum Pana Tadeusze z Národního institutu Ossolińskich, Vratislav (2016)[9]

## Ceny
- Zlatý záslužný kříž (1977)
- Zlatá medaile „Gloria Artis za přínos kultuře“ (14. července 2011)[10]
- Stříbrná medaile „Za zásluhy o kulturu Gloria Artis“ (27. června 2006)
- Odznak " Zasloužený kulturní aktivista"
- Zlatý odznak „Zasloužilý o Dolnoslezské vojvodství“ (2016)

## Ocenění
- Umělecká cena města Vratislavi (1959)
- Slezská kulturní cena - udělena vládou Dolního Saska (1992)
- Vratislavská cena (2000)

## Galerie

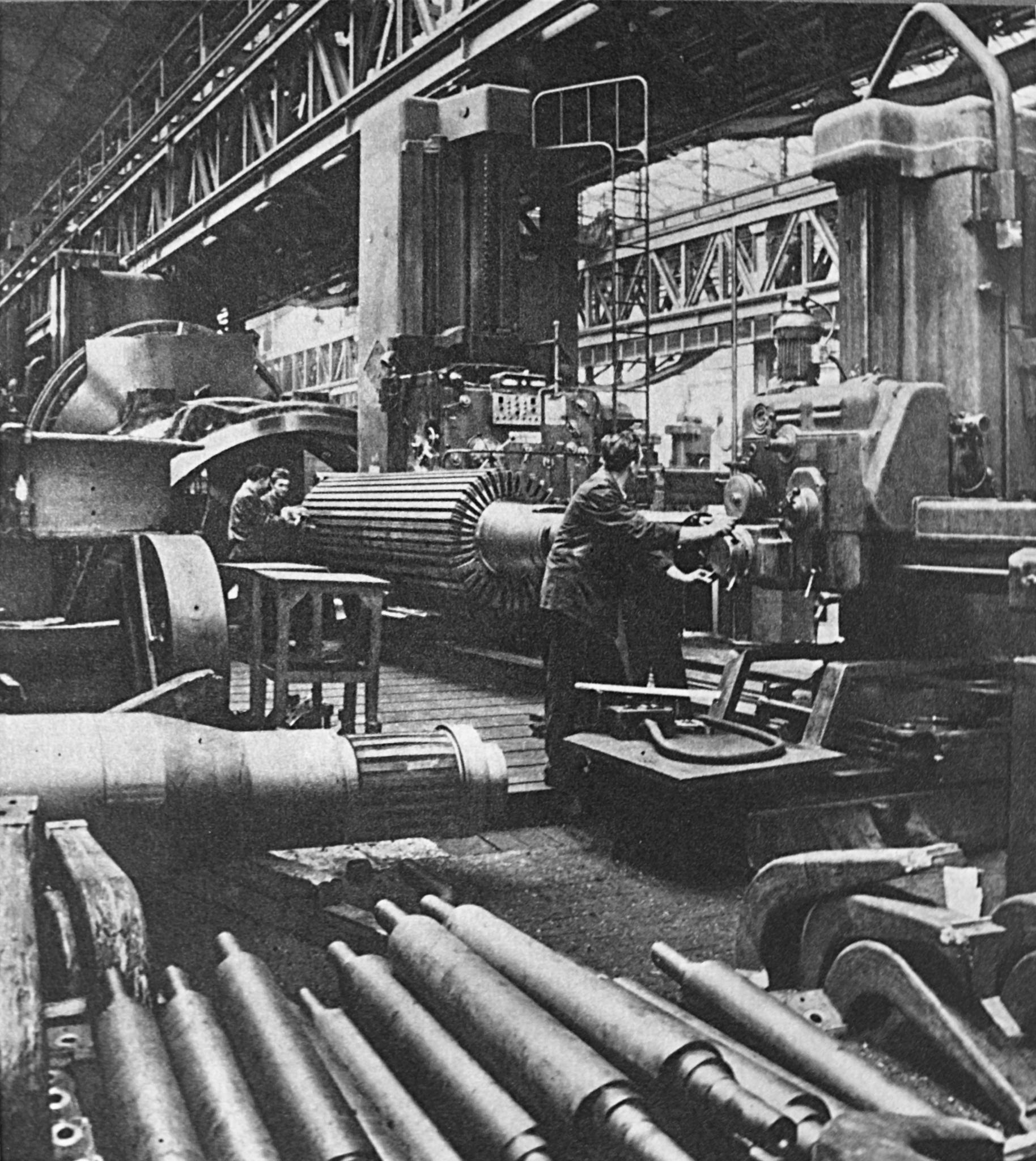
Dolnoslezský závod na výrobu elektrických strojů "Dolmel", 1968
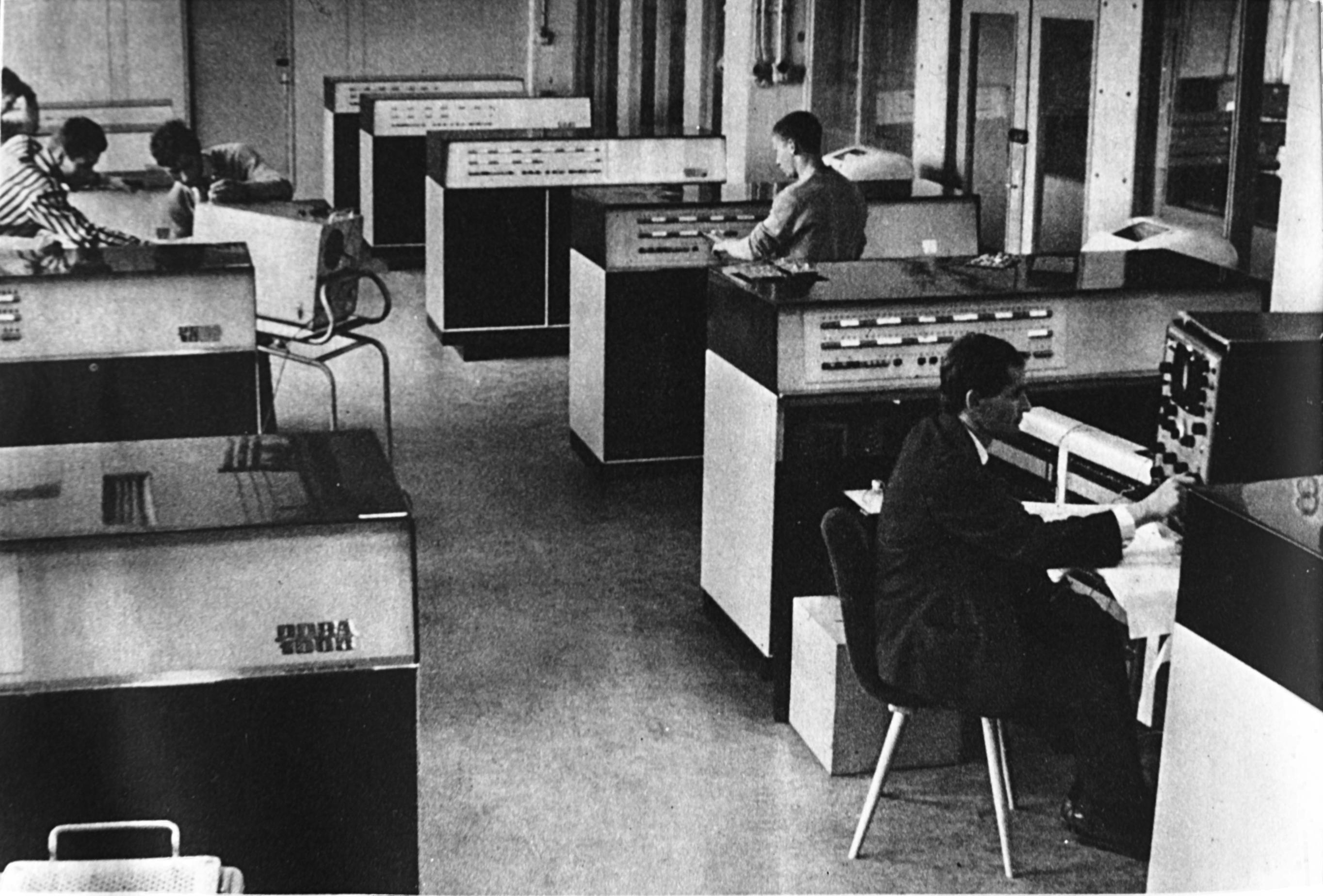
Počáteční využití počítačů Odra 1003, Elwro, 1968
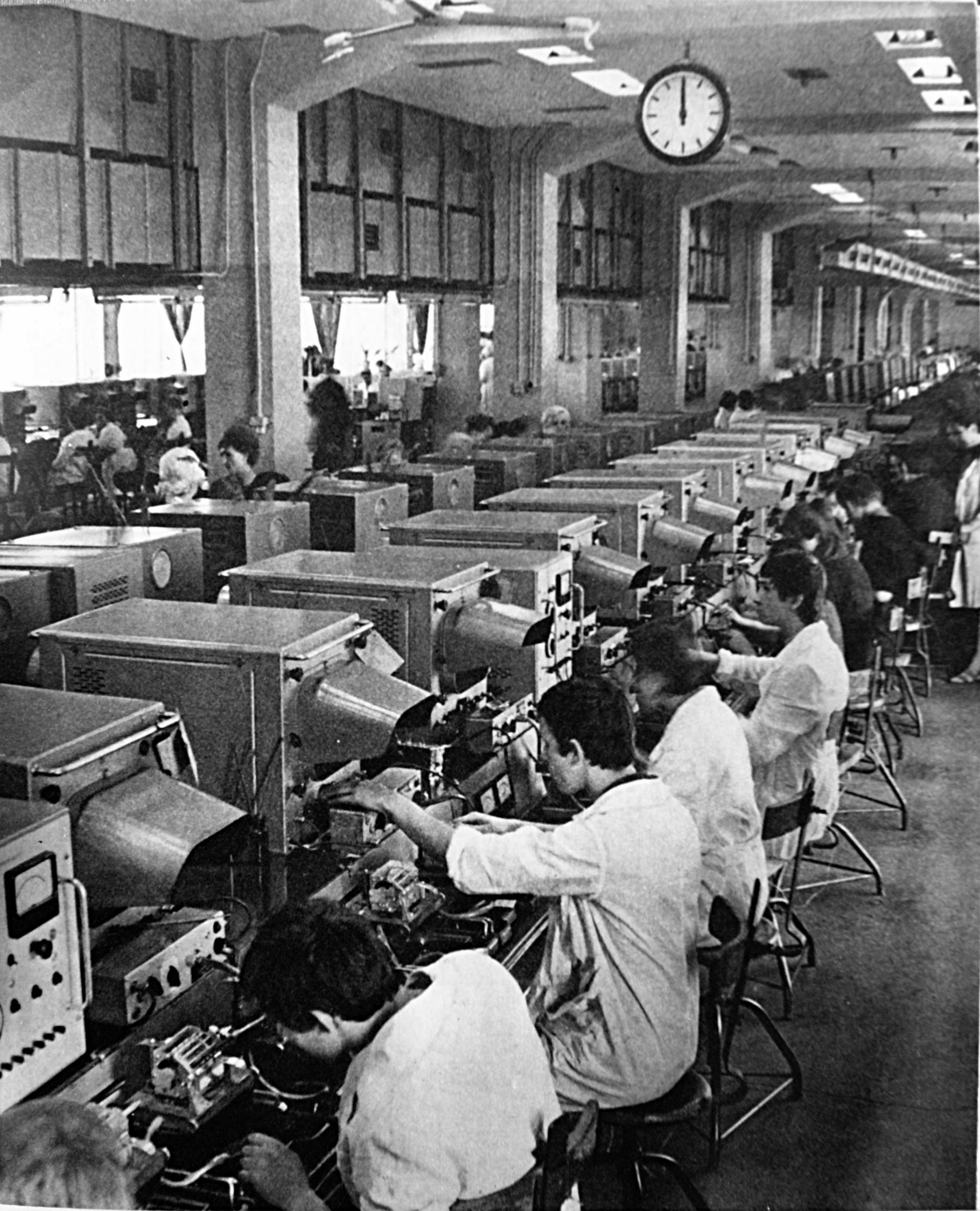
Průmyslová linka na výrobu elektronických zařízení Elwro, Vratislav, 1968
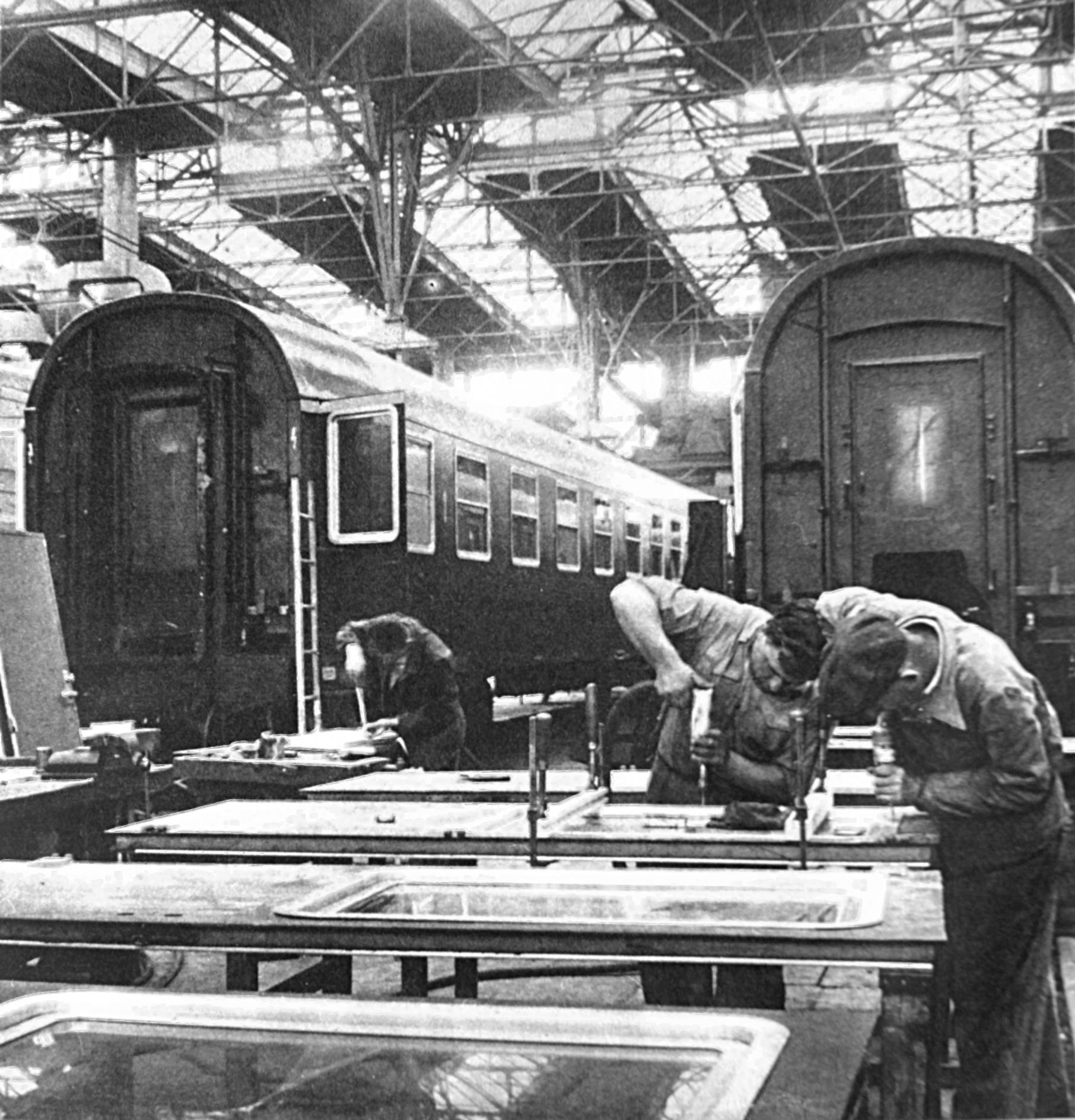
Státní továrna na vagóny PaFaWag
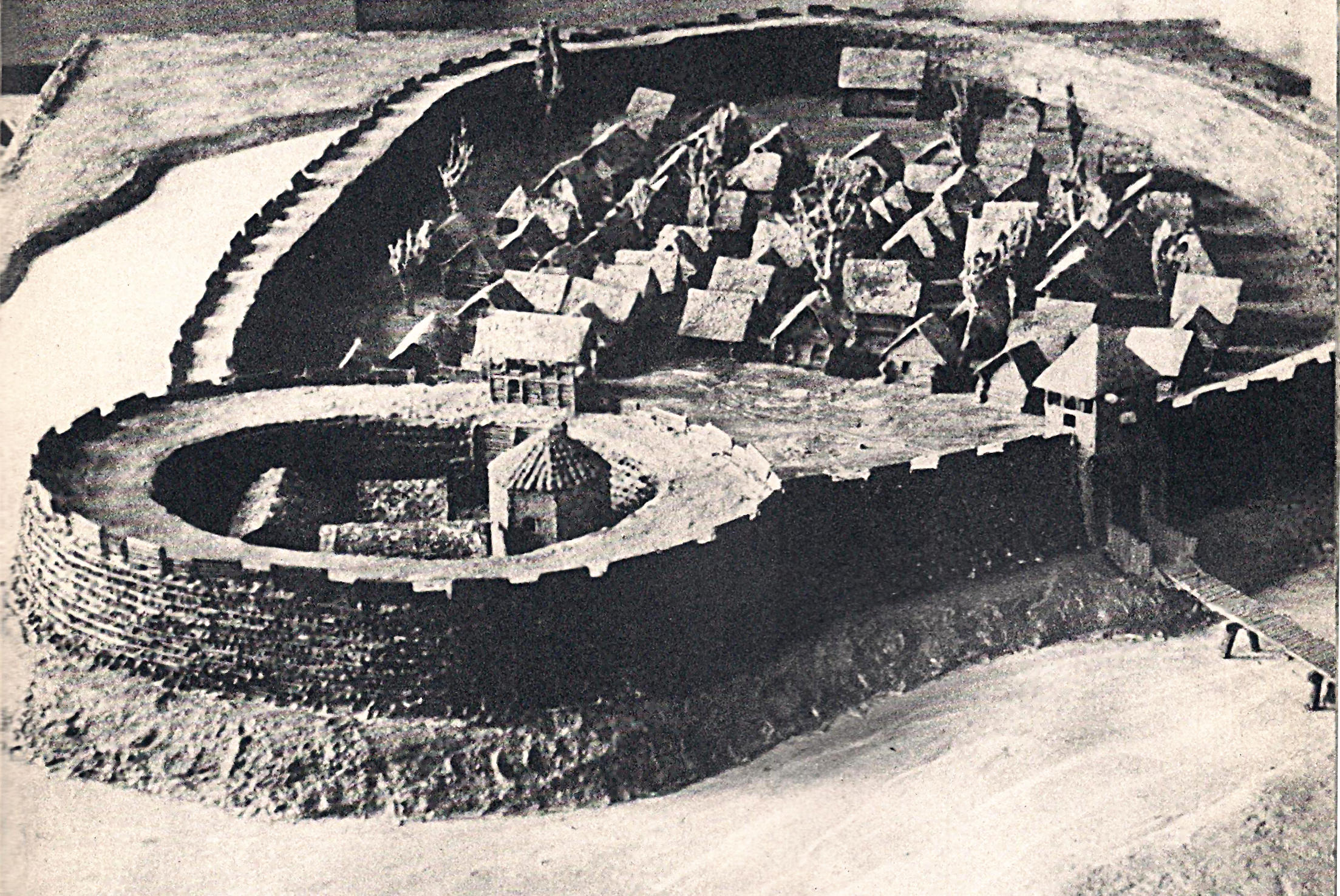
Vratislav, model hrdního komplexu, 1968
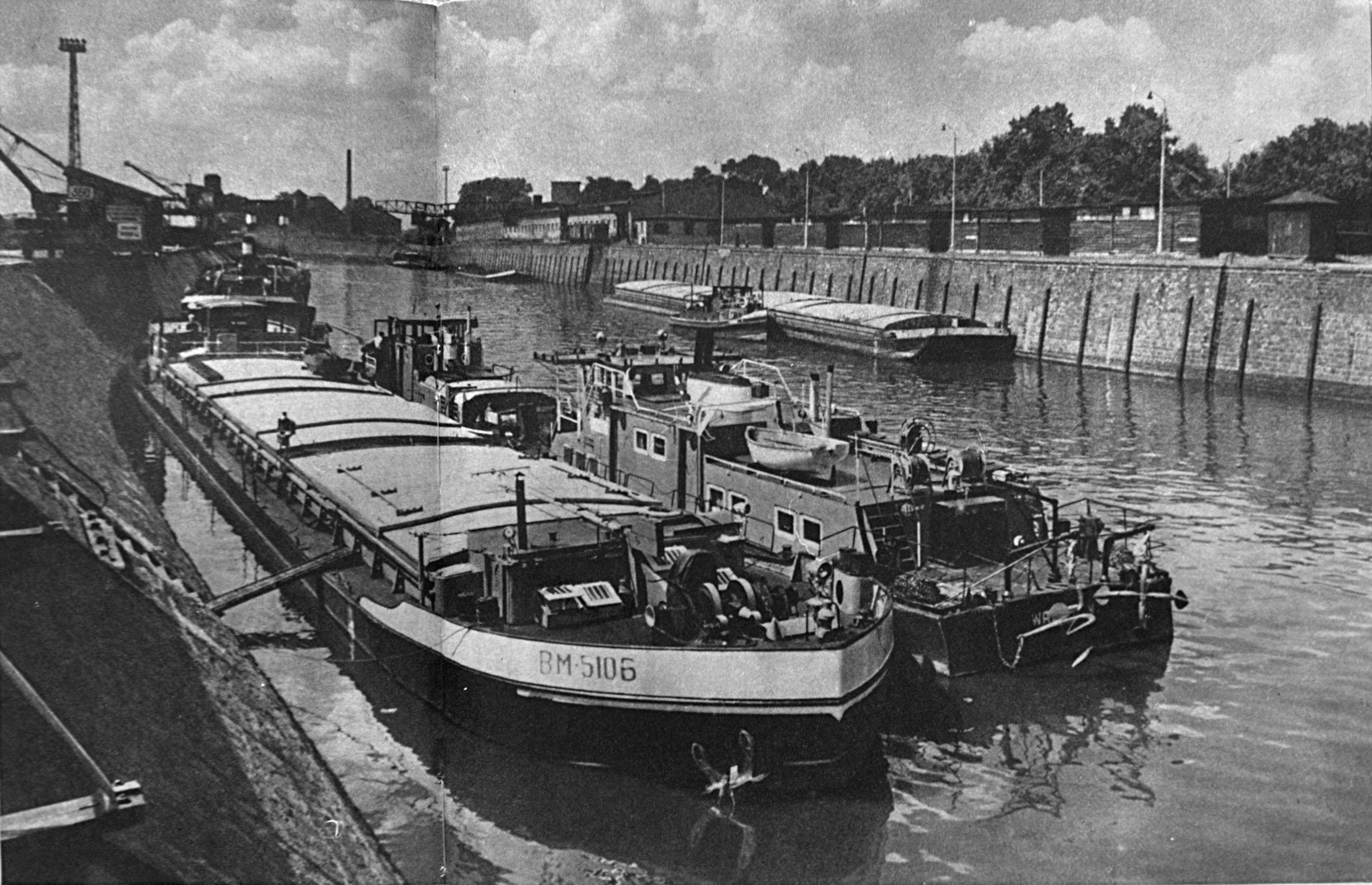
Přístav Vratislav, 1968
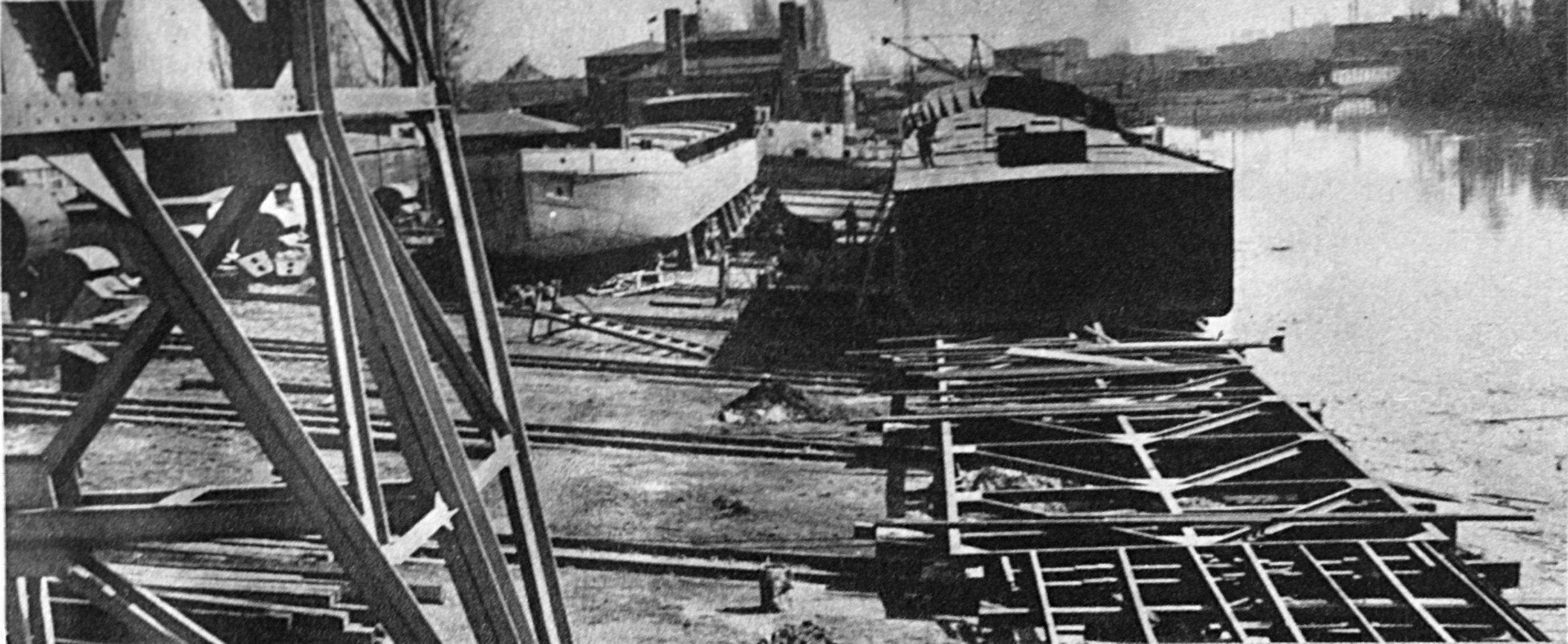
Loděnice Vratislav, 1968
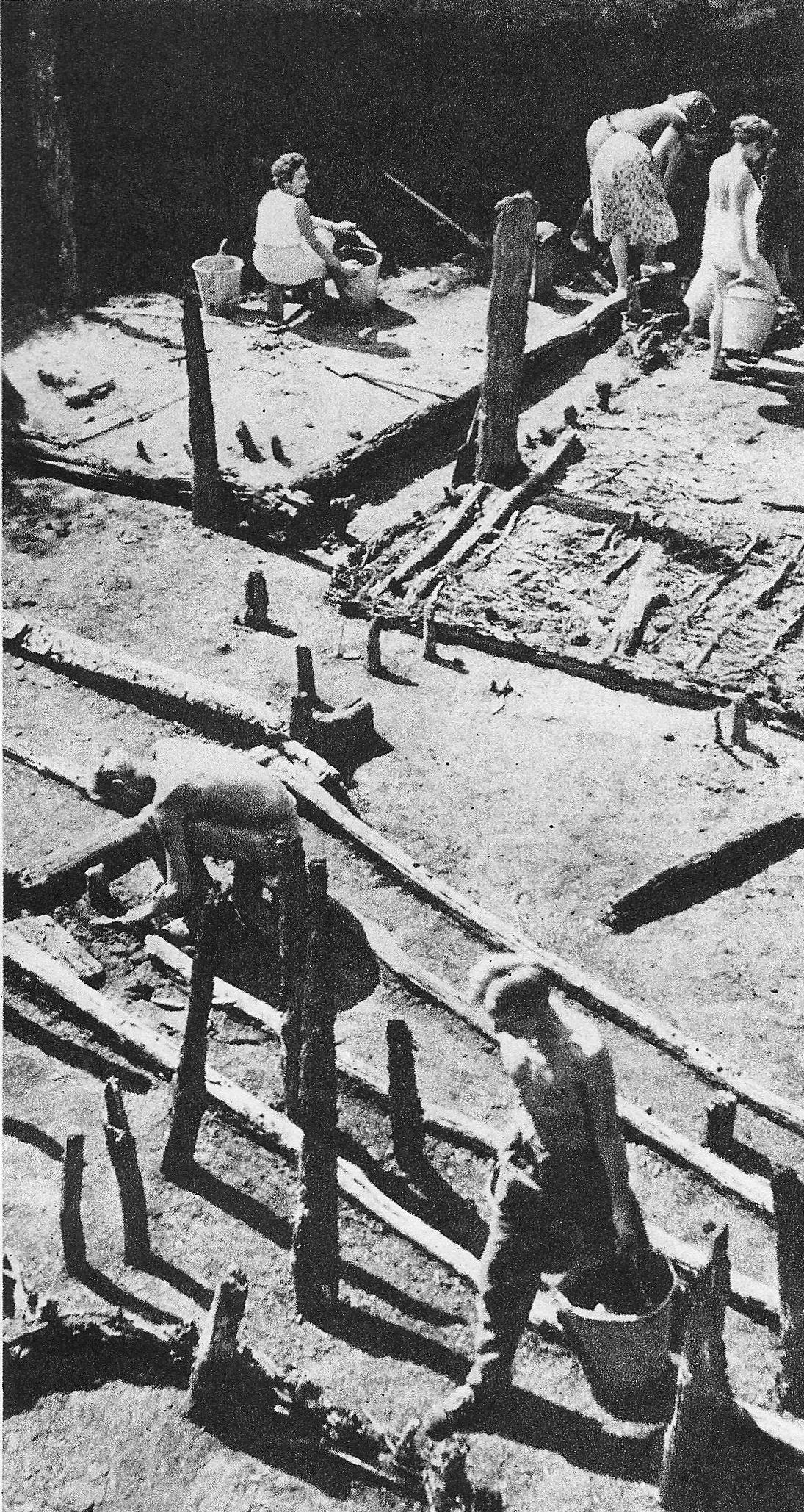
Práce na vykopávkách, Vratislav, 1968